# Леорда (комуна)
Леорда (рум. Leorda) — комуна у повіті Ботошані в Румунії. До складу комуни входять такі села (дані про населення за 2002 рік):
- Белча (34 особи)
- Доліна (640 осіб)
- Костінешть (246 осіб)
- Леорда (1546 осіб)
- Міток (279 осіб)

Комуна розташована на відстані 376 км на північ від Бухареста, 16 км на північний захід від Ботошань, 111 км на північний захід від Ясс.

## Населення
За даними перепису населення 2002 року у комуні проживали 2745 осіб.
Національний склад населення комуни:
| Національність   | Кількість осіб | Відсоток |
| ---------------- | -------------- | -------- |
| румуни           | 2741           | 99,9%    |
| угорці           | 2              | 0,1%     |
| цигани           | 1              | < 0,1%   |
| росіяни-липовани | 1              | < 0,1%   |

Рідною мовою назвали:
| Мова      | Кількість осіб | Відсоток |
| --------- | -------------- | -------- |
| румунська | 2742           | 99,9%    |
| угорська  | 1              | < 0,1%   |
| циганська | 1              | < 0,1%   |
| російська | 1              | < 0,1%   |

Склад населення комуни за віросповіданням:
| Релігія       | Кількість осіб | Відсоток |
| ------------- | -------------- | -------- |
| православні   | 2671           | 97,3%    |
| п'ятдесятники | 69             | 2,5%     |
| бретрени      | 2              | 0,1%     |
| римо-католики | 1              | < 0,1%   |